# 퀘스트 (영화)
《퀘스트》(영어: The Quest)는 미합중국에서 제작된 장 끌로드 반담 감독이 1996년에 발표한 영화이다. 장 클로드 반담 등이 주연으로 출연하였고, 모쉬 다이아만트 등이 제작에 참여하였다. 또한 퀘스트는 1996년 4월 26일 미합중국에서 개봉되었다.
줄거리의 배경은 1925년 티벳 깊숙히 위치한 신비한 "잃어버린 도시"의 무술 경기이다.

## 출연

### 주연
- 장 클로드 반담

### 조연
- 로저 무어
- 제임스 레마
- 자넷 건
- 잭 맥기

## 기타
- 라인프로듀서: 제이슨 클락
- 협력프로듀서: 잭 프로스트 샌더스
- 협력프로듀서: 유진 반 바렌버그
- 미술: 스티브 스펜스
- 의상: 조셉 A. 포로
- 배역: 제임스 F. 타지아

## 한국판 성우진 (MBC, 1999년 3월 14일)
- 안지환 - 크리스(장 클로드 반담)
- 유강진 - 에드가 도브스(로저 무어)
- 이영달
- 김용식
- 이종혁
- 한상혁
- 박태호
- 최원형
- 박지훈
- 안장혁
- 김호성
- 박소라
- 김용준
- 송준석
- 이상범
- 오주연
- 한수림
- 김아영